# Comprimento da linha de flutuação

LOA & LWL

O Comprimento da linha de flutuação, é o correspondente português ao Waterline length (LWL) inglês. Este valor que é subentendido em plena carga da embarcação, é um dos parâmetros que entram no calculo da "jauge" e é a medida da linha de água.
Uma outra dimensão importante na construção, mas sem influência na jauge, é o Comprimento de fora a fora,  Comprimento total ou comprimento de roda a roda